# Rezerwat przyrody Cisy koło Sierakowa
Rezerwat przyrody Cisy koło Sierakowa – rezerwat przyrody w gminie Ciasna, w powiecie lublinieckim. Został utworzony w 1957 i ma powierzchnię 8,05 ha (oddziały leśne 144 f, g, h). Obszar rezerwatu podlega ochronie czynnej.

## Położenie
Obszar rezerwatu od południa przylega od śródleśnej polany, na której znajduje się osada i cegielnia Przywary. 

## Flora
Ochronie podlega naturalne siedlisko cisa pospolitego. Jednym z kilku stanowisk, jakie się tutaj wytworzyły, jest kwaśna buczyna niżowa (Luzulo pilosae-Fagetum) zdominowana przez buki. Drzewostan tego zbiorowiska ma ponad 150 lat. Innym istotnym składnikiem ekosystemu jest inne zbiorowisko – przystrumykowy łęg jesionowo-olszowy (Circaeo-Alnetum, głównie olsza czarna i jesion). Ponadto występuje tu środkowopolski sosnowo-dębowy bór mieszany (Querco robiris-Pinetum, równorzędny udział sosny oraz dębu z domieszką brzozy, grabu i osiki) i grąd subkontynentalny (Tilio-Carpinetum, głównie grab, dąb szypułkowy, a także lipa drobnolistna). Na terenie rezerwatu istnieją stanowiska mchu – widłozębu zielonego. 

## Podstawa prawna
- Zarządzenie Ministra Leśnictwa i Przemysłu Drzewnego z dnia 17 maja 1957 r. (M.P. z 1957 r. nr 52, poz. 331)